# Xerorchis
Xerorchis é um género botânico pertencente à família das orquídeas (Orchidaceae). É o único gênero pertencente à Tribo Xerorchideae. Foi proposto por Schlechter,  publicado em
Repertorium Specierum Novarum Regni Vegetabilis 11: 44, em 1912. O gênero é tipificado pela Xerorchis amazonica Schltr.. O nome vem do grego xeros, seco, e orchis, aqui significando orquídea, em referência à aparência seca da planta, particularmente de seu caule.
Xerorchis já esteve classificada junto à Sobralia, junto a Cleistes, e por muitos anos foi considerado gênero anômalo, separado dos outros gêneros, entretanto, estudos recentes parecem localiza-lo em meio às tribos primitivas de Epidendroideae.

## Distribuição
O gênero é composto por apenas duas espécies de ervas terrestres brasileiras que se distribuem em ampla área, do noroeste de Mato Grosso ao Norte da Amazônia, Equador, Bolívia e Venezuela, habitando solos arenosos ácidos em brejos quentes e saturados de água, crescendo misturada ao capim.

## Descrição
Suas espécies distingüem-se por apresentarem caules finíssimos formando pequenas touceiras, que lembram muito o Elleanthus linifolius porém com folhas mais espaçadas e longas, além de caule muito mais delgado e rijo, quase lenhoso, sobre curto rizoma de onde emergem raízes longas, duras, sinuosas, pubescentes. As folhas, espaçadas, sésseis, lineares, aguçadas, alternadas, em regra conservam-se apenas na metade superior do caule.
A inflorescência nasce das axilas das folhas do terço superior do caule e comporta até dez flores. Estas são pequenas e espaçadas, em regra verde-amareladas; de sépalas e pétalas semelhantes, obtusas, glabras. O labelo é liso, trilobado, porém com lobos laterais pequenos, o central é bem maior, suas margens franjadas; a coluna é delgada, com dois lobos que se curvam para baixo ao lado do estigma, sem pé; a antera é apical e contém oito polínias divididas em dois grupos.

## Espécies
1. Xerorchis amazonica Schltr., Repert. Spec. Nov. Regni Veg. 11: 45 (1912).
2. Xerorchis trichorhiza (Kraenzl.) Garay, Canad. J. Bot. 34: 241 (1956).